# Allocosa tagax
Allocosa tagax là một loài nhện trong họ wolfspinnen (Lycosidae).
Loài này thuộc chi Allocosa. Allocosa tagax được Tord Tamerlan Teodor Thorell miêu tả năm 1897.